# Neotrichoppia gibber
Neotrichoppia gibber är en kvalsterart som först beskrevs av Sandór Mahunka 1982.  Neotrichoppia gibber ingår i släktet Neotrichoppia och familjen Oppiidae. Inga underarter finns listade i Catalogue of Life.